# EAP
EAP je skraćenica od engleske složenice Extensible Authentication Protocol (hrvatski prošireni protokol za ovjeravanje autentičnosti) i sadržava okvir za prenošenje i rabljenje šifriranih ključeva i ostalih parametara koje se stvaraju s EAP metodom (RFC 3748) U EAP-u postoji mnogo različitih metoda koje su definirane u raznim RFC-ima, ili su razvijene i primjenjivane od pojedinih organizacija i tvrtki. EAP nije mrežni protokol, već samo određuje format za slanje poruka. Svaki protokol koji rabi EAP, određuje način udomljavanja EAP poruka unutar formata nekoga postojećeg protokola.